# Sdružení Peklo

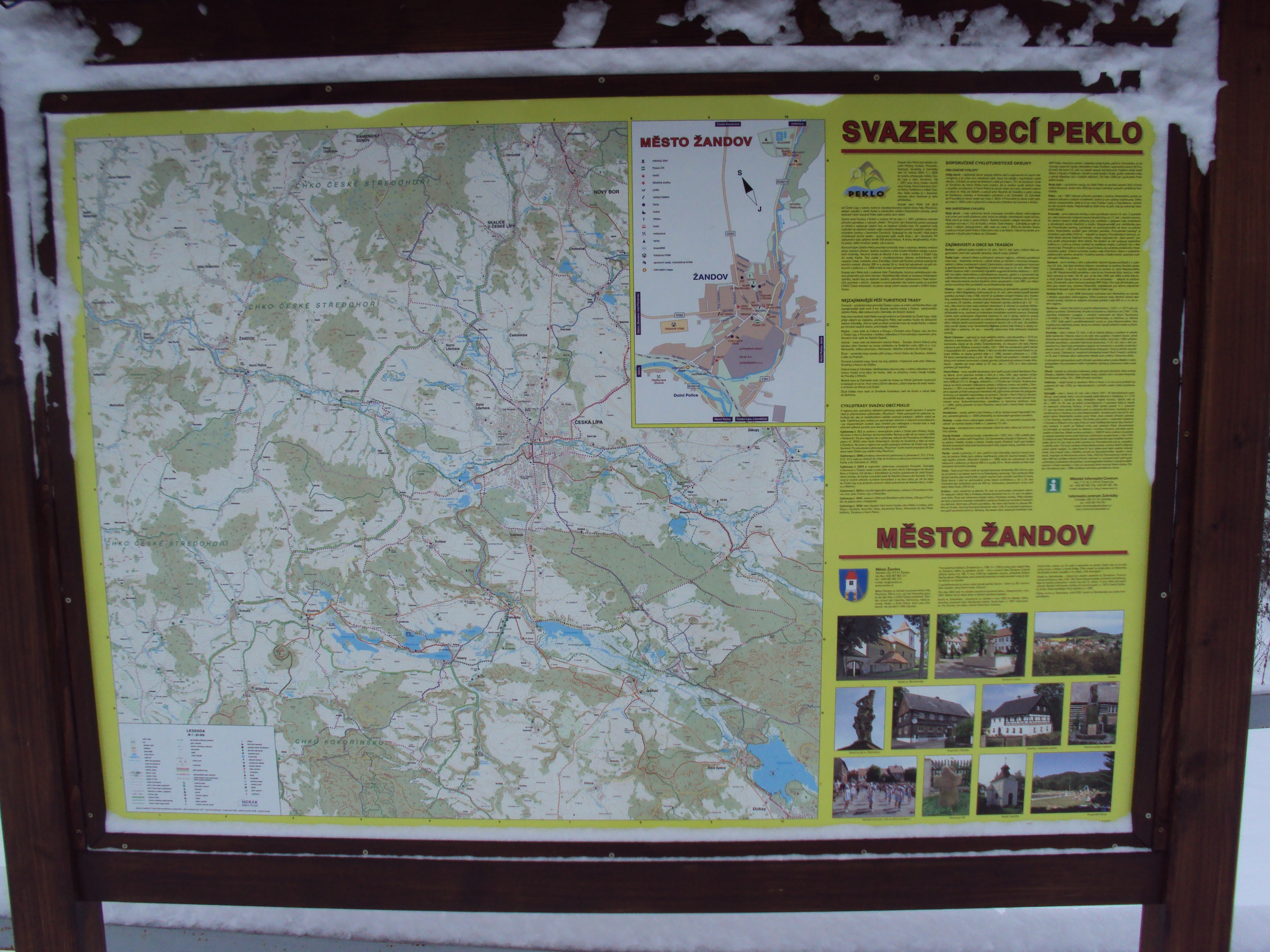
Typická infotabule sdružení, tato je z Žandova

Sdružení Peklo je dobrovolný svazek obcí v okresu Česká Lípa, jeho sídlem je obec Zahrádky a jeho cílem je vzájemná spolupráce a koordinace činností v oblasti rozvoje regionu. Mikroregion sdružuje celkem 13 obcí a byl založen v roce 2002. Peklo je název národní přírodní památky uprostřed regionu.

## Obce sdružené v mikroregionu

### Stav v roce 2004

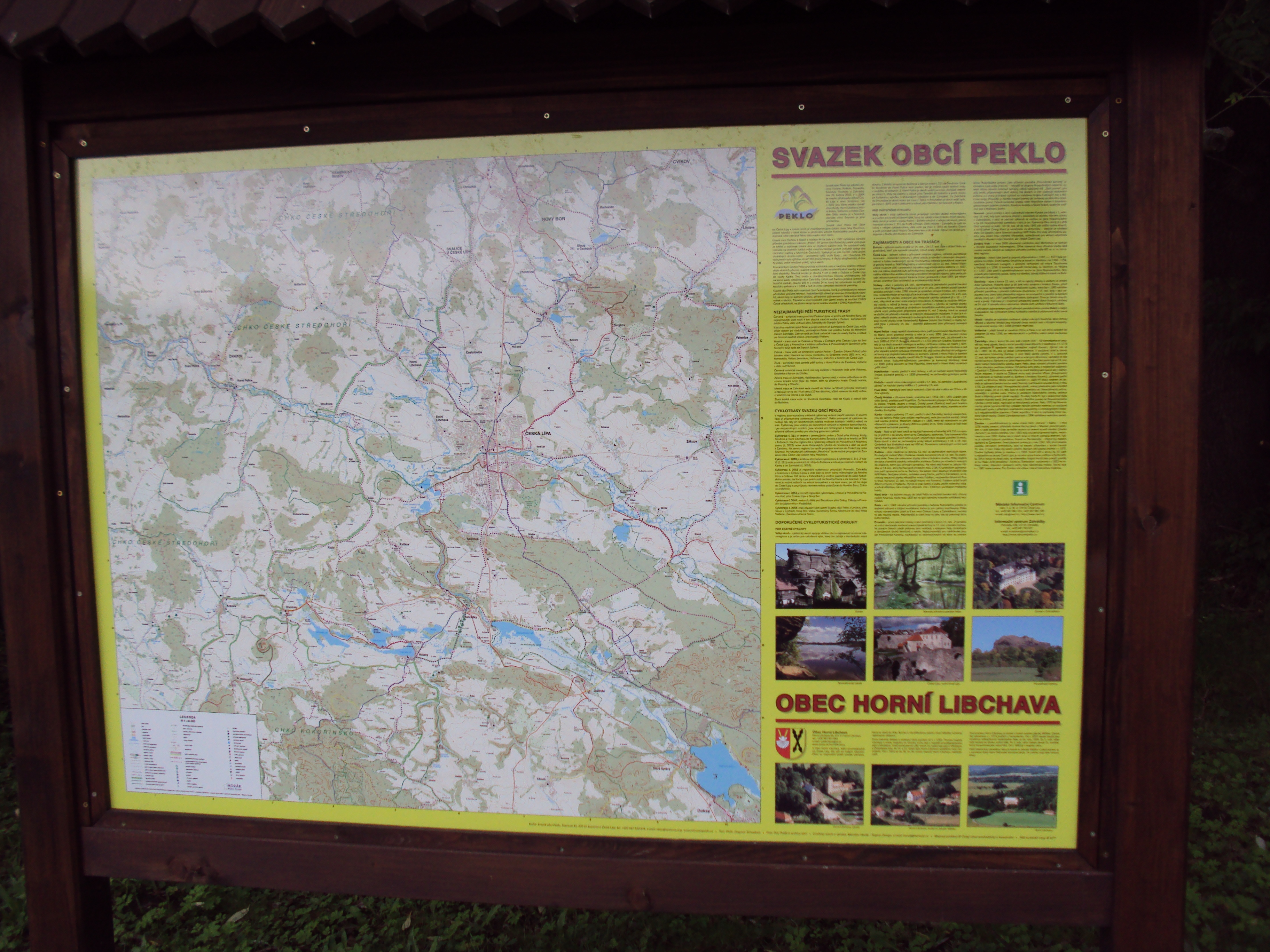
Infotabule Sdružení z Horní Libchavy

- Česká Lípa
- Holany
- Kvítkov
- Provodín
- Sosnová
- Stvolínky
- Zahrádky

### Rozšíření 2007
- Stružnice
- Kozly
- Horní Libchava
- Horní Police
- Volfartice
- Žandov

### Redukce 2011
Město Česká Lípa se rozhodlo ukončit k 31. prosinci 2010 své členství v tomto sdružení a od 1. ledna 2011 se začlenit do obdobného regionálního Sdružení Českolipsko.

### Rozšíření 2015
- Jestřebí

## Vedení svazku
Předsedou Sdružení je (stav červenec 2016) Ladislav Chvojka.

## Informační tabule
V obcích, které jsou členy tohoto sdružení, jsou instalovány informační tabule s mapou a vesměs s nadpisem Svazek obcí Peklo. Informace na nich se týkají sdružení, hlavně pak dané obce a jejího okolí.

## Různé
Příspěvek členů Sdružení na rok 2011 byl dohodnut ve výši 5 Kč za obyvatele obce.